# Laramie Mountains

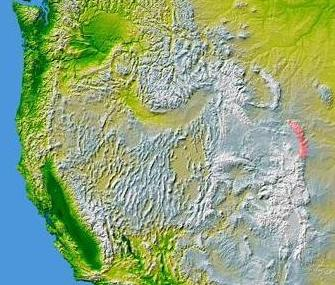
Laramie Mountains markerade i rött på en topografisk karta över västra USA.

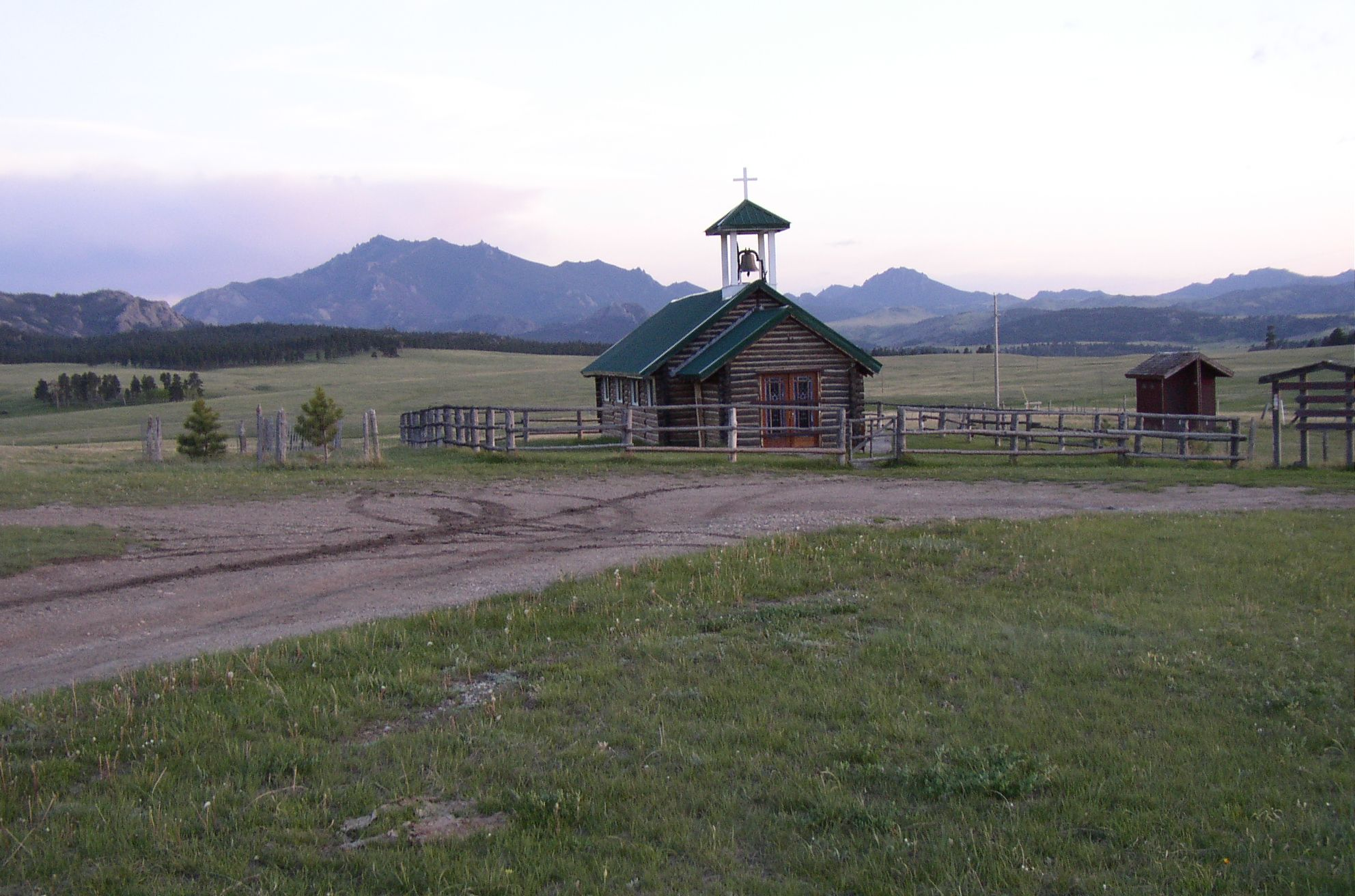
Kapellet i Esterbrook, Wyoming. I bakgrunden Laramie Peak.

Laramie Mountains eller Laramie Range är en bergskedja i östra delen av Klippiga bergen i USA, belägen huvudsakligen i delstaten Wyoming, med en mindre del i delstaten Colorado.
Laramie Mountains utgör en del av den rad av bergskedjor i östra Klippiga bergen som avslutar bergen österut mot Great Plains. Söderut gränsar bergskedjan direkt mot Front Range. Norrut finns en bredare öppning i Klippiga bergen som skiljer Laramie Mountains från Bighorn Mountains längre norrut. Denna öppning är historiskt betydelsefull som rutt för flera nybyggarleder västerut under 1800-talet, bland annat Oregon Trail och Mormon Trail, samt Ponnyexpressens rutt. 
Bergskedjan sträcker sig från norra Colorado in i sydöstra Woming mellan de större städerna Laramie i väster och Cheyenne i öster, och fortsätter härifrån i en båge åt nordväst mot Casper. Enligt vissa definitioner ligger hela bergskedjan i Wyoming.
Namnet Laramie Mountains kommer från floden Laramie River, som skär igenom bergskedjan från sydväst åt nordost och utgör ett biflöde till North Platte River. Laramie River har i sin tur sitt namn efter den fransk-kanadensiska pälsjägaren Jaques La Ramee som var en av de första europeiskättade utforskarna av regionen i början av 1800-talet. La Ramee försvann spårlöst i bergen i slutet av 1810-talet.
Bergskedjan har givit namn åt Laramiska orogenesen, den process för omkring 70 miljoner år sedan när Nordamerikanska plattan lyftes upp och bildade nuvarande Klippiga bergen.
Bergskedjans högsta topp i Wyoming är Laramie Peak (3 132 m ö.h.) och den högsta toppen i Colorado är South Bald Mountain (3 355 m ö.h.).